# グレートマジンガー対ゲッターロボ
『グレートマジンガー対ゲッターロボ』（英文：Mazinger VS. Getta Robot）は、1975年3月21日に東映まんがまつりで上映された日本のアニメーション映画作品。

## 概要
『グレートマジンガー』（原作：永井豪）と『ゲッターロボ』（原作：永井豪、石川賢）のクロスオーバー作品。タイトルに「対」とついているが、『マジンガーZ対デビルマン』と同様、両者の直接対決が描かれているわけではない（但し、双方の操縦者同士の仲は当初「建前でだけの友軍」であまり良好ではなく、最終的に共闘して認め合う迄は相手を出し抜きたい感情を全く隠さず、（それぞれの上司である）各博士から厳しく説教される様なども描かれていた）。
登場する敵勢力についても、それぞれのTVシリーズに登場していた「ミケーネ帝国」「恐竜帝国」とは全く繋がりの無い（本劇場作品でのみの）別個の集団となっている。
各作品の設定ではグレートマジンガーが身長25m、ゲッターロボ（ゲッター1）は38mとサイズに差があるが、本作中では演出上、同等のサイズに描かれている。
グレート側では『マジンガーZ対暗黒大将軍』では登場しなかった炎ジュンとビューナスAが映画初登場している。

## 主な出演者
科学要塞研究所
- 剣鉄也：野田圭一
- 炎ジュン：中谷ゆみ
- 兜シロー：沢田和子
- 兜剣造：柴田秀勝
- ボス：大竹宏
- ヌケ：加藤修
- ムチャ：緒方賢一

早乙女研究所
- 流竜馬：神谷明
- 神隼人：山田俊司
- 巴武蔵：西尾徳
- 早乙女ミチル：吉田理保子
- 早乙女博士：富田耕生

予告編
- ナレーター：柴田秀勝

## ゲストキャラクター
ギルギルガン
円盤で地球に飛来した宇宙怪獣（別名「金属獣」もしくは「宇宙金属獣」）。金属を食べて成長し、姿を変えてゆく。
第一形態恐竜のような体に蜘蛛のような6本の脚が生えているギルギルガンの幼虫。身長30メートル、体重350トン。両目から怪光線を放ち、口からは超合金ニューZをも溶かす緑色の溶解液を吐く。防御力はのちの形態より高く、攻撃を受けると亀のように首を引っ込めて無効化するなど、グレートマジンガーは繰り出す攻撃が全く通用しない上に、両腕と片脚を失う大ダメージを受け、撤退を余儀なくされた。
第二形態一定量の金属を摂取したことで、第一形態の背中を突き破って巨人のような上半身が現れた状態。ギルギルガンの半成虫とされ、身長35メートル、体重820トンになる。体色は変化したが下半身は第一形態のままなので武器も怪光線と溶解液。ビューナスAとボスボロットこそ圧倒したものの、ゲッター1のトマホークブーメランで脚を切断されたうえ、グレートのマジンガーブレードを胸に突き刺されるなど劣勢となる。
最終形態第二形態が倒されそうになったため、円盤が自ら餌となって食われたことでさらに巨大化したギルギルガンの成虫。下半身の第一形態部分が完全になくなり、身長70メートル、体重2,800トンの二本脚の巨人タイプへと変化した。背中に生えた巨大な翼からは風速300メートルの強風を発生させ、マッハ1の飛行も可能となっている。武装は翼から放つ5万度の白熱光線、指先の大型レーザー砲、尻尾による打撃、腰の左右に装備した巨大な鎌状のブーメランなど多彩だが、ブーメランを投げると腰の付け根から内部が剥き出しになるという弱点が露呈してしまう。この弱点に気づいたグレートとゲッター2に腰の付け根から進入されて内部を破壊されてしまい、さらには両目にマジンガーブレードを突き立てられたうえに、ダブルサンダーブレークとゲッタービームの同時攻撃を受け、空中へ逃げる途中で力尽きて爆死した。なお、第二形態で切り落とされた脚の断面や、最終形態の体内の描写は機械的なものとなっているが、桜多吾作によるコミカライズ（後述）では生物的な内臓が描写されている。
後年のゲームソフト『スーパーロボット大戦』ではボスキャラクターとして登場し、さらに『第2次スーパーロボット大戦』以降はオリジナル形態のメカギルギルガンが登場している。
宇宙円盤
ギルギルガンを運んできた異星人の母艦。全長50メートル、重量750トン、顔を模したデザインをしており、その目にあたるところから強力な怪光線を発射する。最初の攻撃の際ゲッター１を翻弄する。ギルギルガンの最終形態への進化を促進させるため自らが餌となる。

## スタッフ
- 製作：今田智憲
- 企画：有賀健、横山賢二
- 原作：永井豪・石川賢とダイナミックプロ[2]
- 脚本：藤川桂介
- 音楽：渡辺宙明（グレートマジンガー）、菊池俊輔（ゲッターロボ）
- 原画：森利夫、富永貞義
- 動画：松村敬子、長崎重信、寺司重信、渋谷早苗
- 背景：勝又激、沼井信朗、阿部泰三郎
- 仕上：高橋達雄、中島正之、的田節代
- 撮影：菅谷信行
- 編集：本山収
- 録音：池上信照
- 記録：的場節代
- 効果：石田サウンドプロ
- 選曲：宮下滋
- 演出助手：遠藤勇二
- 製作進行：吉岡修
- 現像：東映化学
- 美術：福本智雄
- 作画監督：小松原一男
- 演出：明比正行

## 音楽
本作のBGMは、『グレートマジンガー』『ゲッターロボ』両作品から流用され、新曲は作られなかったものの、渡辺宙明と菊池俊輔の音楽が同一作品内で使用されることになった。
劇場予告編およびオープニングテーマには、「おれはグレートマジンガー」（TVシリーズ『グレートマジンガー』OP）のバックコーラス（コロムビアゆりかご会）無しヴァージョンが使用された。同ヴァージョンは2枚組CD『ETERNAL EDITION ダイナミックプロフィルムズ File No.5&6 グレートマジンガー』、ならびに『オリジナル・サウンドトラック「劇場版 マジンガーZ ／ INFINITY」特装盤』に収録されているが、いずれも1コーラスのモノラル録音である。フルサイズやステレオ・ヴァージョンの存在は確認されていない。
なお、オープニング映像では、歌に水木一郎、ささきいさお、コロムビアゆりかご会がクレジットされているが、ささきいさおの歌は実際には使用されなかった。

### 主題歌・挿入歌
オープニングテーマ「おれはグレートマジンガー」
作詞：小池一雄 / 作曲・編曲：渡辺宙明 / 歌：水木一郎（バックコーラス無しヴァージョン）
挿入歌「勇者はマジンガー」
作詞：小池一雄 / 作曲・編曲：渡辺宙明 / 歌：水木一郎、コロムビアゆりかご会
挿入歌「グレートマジンガーのバラード」
作詞：永井豪 / 作曲・編曲：渡辺宙明 / 歌：水木一郎
備考
メロオケ版「ゲッターロボ!」（『ゲッターロボ』オープニングテーマ）
作曲・編曲：菊池俊輔

## 同時上映
1975年春の『東映まんがまつり』において、本作を含む6作品が上映された。
| 作品名                          | 原作                  | （声の）出演                                             | 備考       |
| ------------------------------- | --------------------- | -------------------------------------------------------- | ---------- |
| アンデルセン童話 にんぎょ姫     | H・C・アンデルセン    | 樫山文枝、志垣太郎、宮城まり子                           | 劇場用新作 |
| これがUFOだ!空飛ぶ円盤          | （なし）              | 野田圭一                                                 | 劇場用新作 |
| 魔女っ子メグちゃん 月よりの使者 | 成田マキホ ひろみプロ | 吉田理保子、つかせのりこ、はせさん治、山口奈々、山本圭子 |            |
| 仮面ライダーアマゾン            | 石森章太郎            | 岡崎徹、小林昭二、中田博久、槐柳二                       |            |
| がんばれ!!ロボコン              | 石森章太郎            | 山本圭子、野田圭一、島田歌穂、大野しげひさ、加藤みどり   |            |

## 興行
二週間上映で配収3億6千万円、売店収入約1億円、最終的には5億円突破と見られる大ヒット。岡田茂東映社長が丸の内東映前で客の様子を見ていたら、子どもが劇場前に座り込み、泣きわめき、大暴れした挙句、母親を劇場に引きずり込んだ。感激した岡田は社内での"ジャリ"、"ガキ"という言葉を使用禁止にし「わが社では"コドモサマ"に統一する」と発表した。同時にこの年の夏休みのまんがまつりは、テレビで人気抜群のずうとるびの舞台や私生活を映画にした『ずうとるび 前進!前進!大前進!!』を目玉にマンガ4本をくっつけると話していたが、『ずうとるび 前進!前進!大前進!!』は一番組前に出て『新幹線大爆破』の併映作になった。

## 映像ソフト化
- 1985年3月21日に東映ビデオから『劇場版マジンガーシリーズ 1』として『マジンガーZ対デビルマン』とカップリングでVHSにて発売された。
- 1992年7月25日に東映ビデオから『劇場版グレートマジンガーシリーズ』として『グレートマジンガー対ゲッターロボG 空中大激突』とカップリングでレーザーディスクが発売される。
- 2002年5月21日に東映ビデオから『マジンガーZ対デビルマン』から『グレンダイザー ゲッターロボG グレートマジンガー 決戦! 大海獣』までを一括収録したDVD-BOX『マジンガー the MOVIE 永井豪スーパーロボットBOX』が発売された[15]。
- 2003年5月21日に同じく東映ビデオから発売されたDVD『マジンガー the MOVIE 2』に『グレートマジンガー対ゲッターロボG 空中大激突』『UFOロボ グレンダイザー対グレートマジンガー』『グレンダイザー ゲッターロボG グレートマジンガー 決戦! 大海獣』3作とのセットで収録された。
- 2011年11月21日発売の『復刻! 東映まんがまつり 1975春』（DVD）に、同時上映の6作品および劇場予告編が併録されている。
- 2012年10月21日発売のブルーレイ『マジンガー THE MOVIE　Blu-ray 1973〜1976』に収録。(新たに疑似5.1ch化した音声を併録。)
- 2013年12月6日発売のブルーレイ『マジンガー THE MOVIE　vol.1』に『マジンガーZ対デビルマン』『マジンガーZ対暗黒大将軍』と併せて収録。(これは『マジンガー THE MOVIE　Blu-ray 1973〜1976』のBOXからDISC1を単巻でプライスダウン発売したもの[16]。)
- 2023年8月9日発売の『MAZINGER THE MOVIE 1973-1976 4Kリマスター版』[17][18]に収録された。

## コミカライズ
桜多吾作による執筆で講談社『テレビマガジン』1975年4月号増刊「３大ヒーロー大百科号」に「グレート・マジンガー対ゲッターロボ」のタイトルで掲載、当時は秋田書店刊サンデーコミックス『グレート・マジンガー』第3巻に「ゲッター対マジンガー」として収録された。後に朝日ソノラマ刊サンワイドコミックス『グレートマジンガー』第2巻に、さらに双葉社刊アクションコミックス『グレートマジンガー』第4巻に、いずれも「ゲッター対マジンガー」のタイトルで再録されている。
ほかに以下の各誌に漫画や絵物語が掲載された。
- 小学館『よいこ』1975年4月号…絵物語「ゲッターロボたいグレートマジンガー」扉/岡崎甫雄、著者不明。
- 小学館『幼稚園』1975年4月号…「グレートマジンガーたいゲッターロボ」構成・絵/ダイナミックプロ、扉/前村教綱。
- 講談社『おともだち』1975年4月号…絵・ダイナミックプロ（構成/水野プロ）。
- 講談社『たのしい幼稚園』1975年4月号…「グレート★マジンガーたいゲッターロボ」秋本シゲル（秋本シゲルによる通常の『グレート★マジンガー』の連載とともに同時掲載された）。
- 小学館『小学二年生』1975年4月号…漫画ものがたり「グレート★マジンガー対ゲッターロボ」絵・斉藤栄一（斉藤栄一による通常の『ゲッターロボ』の連載とともに同時掲載された）。

なお秋田書店刊サンデーコミックス『ゲッターロボG』第2巻に、石川賢の執筆による「グレートマジンガー対ゲッターロボ」というタイトルの漫画が収録されているが、これは講談社『テレビマガジン』1975年8月号増刊「人気まんが７大ヒーロー大行進ジャンボ号」に掲載された「グレート・マジンガー対ゲッターロボG 空中大激突!」が改題されたもので、本作のコミカライズではない。

## ネット配信
東映シアターオンライン（YouTube）
2024年2月29日21:00から同年3月14日20:59（JST）まで「令和6年能登半島地震 復興応援配信」の一環として、『マジンガーZ対暗黒大将軍』に引き続き配信され、収益は日本赤十字社に寄付された。